# مهراجشنس
مهراجشنس أو حسب المصادر الأخرى مهرخشنش أو ماحاذر جشناس أو ماحاذر غوشناسب (بالفارسية: ماه‌آذر گشنسپ)، وهو أحد النبلاء الإيرانيين الذي شغل منصب وزير للإمبراطورية الساسانية في عهد الشاه الشاب أردشير الثالث (628 - 629).